# Martin Spangberg
Martin Spangberg ou Martyn Spanberg (en russe : Мартын Петрович Шпанберг), né le 31 décembre 1696 et mort le 26 septembre 1761 à Kronstadt, est un marin dano-russe.
Il est surtout connu pour avoir trouvé une route maritime vers le Japon et avoir exploré les îles Kouriles. L'une de ces îles, Chikotan, porte parfois son nom en russe.

## Biographie
Il est, avec Alekseï Tchirikov, l'un des deux lieutenants de Vitus Béring lors de ses expéditions dont la Deuxième expédition du Kamtchatka,.
Béring, en 1737, juge son travail insuffisant. Il n'a jusqu'alors qu'établi une caserne et une grande maison pour lui et mis uniquement deux navires à destination du Japon. Les relations entre lui et Spangberg s'enveniment et Béring doit régulièrement les apaiser. Le 18 juin 1738, Spangberg prend la mer à destination du Japon avec les navires Archange Michel, Nadejda et Saint-Gabriel mais dans les brumes les bateaux se perdent et le Nadejda sera le seul à atteindre sa destination, les autres ayant fait demi-tour.
En mai 1739, sa flottille, complété par le Bolcheretsk, réussit enfin à joindre le Japon. Il fait à son retour un important rapport mais le Collège de l'Amirauté met en doute sa réussite et pense, à tort, qu'il a atteint uniquement la Corée. Le débat ne se conclura qu'en 1746.
A la mort de Béring en 1741, il est accusé par Tchirikov de court-circuiter les lettres destinées à Béring dont la nouvelle de la mort n'est pas connue en Europe pour prendre le commandement de l'expédition.
Après la décision par l'Amirauté de mettre fin à la Deuxième expédition au Kamtchatka, Spangberg est accusé de vols, de corruptions ainsi que de divers crimes et est traîné en justice. Il est condamné à mort en 1745 mais, par à une pétition de l'ambassadeur du Danemark, est gracié.